# 南あわじ市立神代小学校
南あわじ市立神代小学校（みなみあわじしりつ じんだいしょうがっこう）は、兵庫県南あわじ市神代富田にある公立小学校。　

## 沿革
- 1874年(明治6年)8月31日 - 三原公学校開校。
- 1887年(明治20年)4月1日 - 神稲尋常小学校と改称。
- 1892年(明治24年)4月1日 - 神代尋常小学校と改称。
- 1941年(昭和16年)4月1日 - 神代国民学校と改称。
- 1947年(昭和22年)4月1日 - 神代小学校と改称。
- 1955年(昭和30年)4月1日 - 町村合併により三原町立神代小学校と改称。
- 2005年(平成17年)1月11日 - 南あわじ市の発足により南あわじ市立神代小学校と改称。

## 通学区域
- 南あわじ市神代地区[1]

## 進路状況
ほとんどの児童は南あわじ市立三原中学校へ進学する。

## 通学区域が隣接している学校
- 南あわじ市立八木小学校
- 南あわじ市立市小学校
- 南あわじ市立志知小学校
- 南あわじ市立賀集小学校
- 南あわじ市立北阿万小学校
- 南あわじ市立阿万小学校